# Seminolische Sprache
Das Seminolische ist eine Sprache aus der Muskogee-Sprachfamilie. Er wird noch von einem größeren Teil des nordamerikanischen Indianervolks der Seminolen gesprochen, das in den Vereinigten Staaten beheimatet ist.
Von der Seminolischen Sprache zu unterscheiden ist das Afroseminolische Kreol, das von einem Teil der Schwarzen Seminolen gesprochen wird. Hierbei handelt es sich nicht um eine indigene Sprache, sondern um einen Dialekt des Gullah, einer englisch-basierten Kreolsprache mit Einflüssen afrikanischer Sprachen.